# Cabelo preto

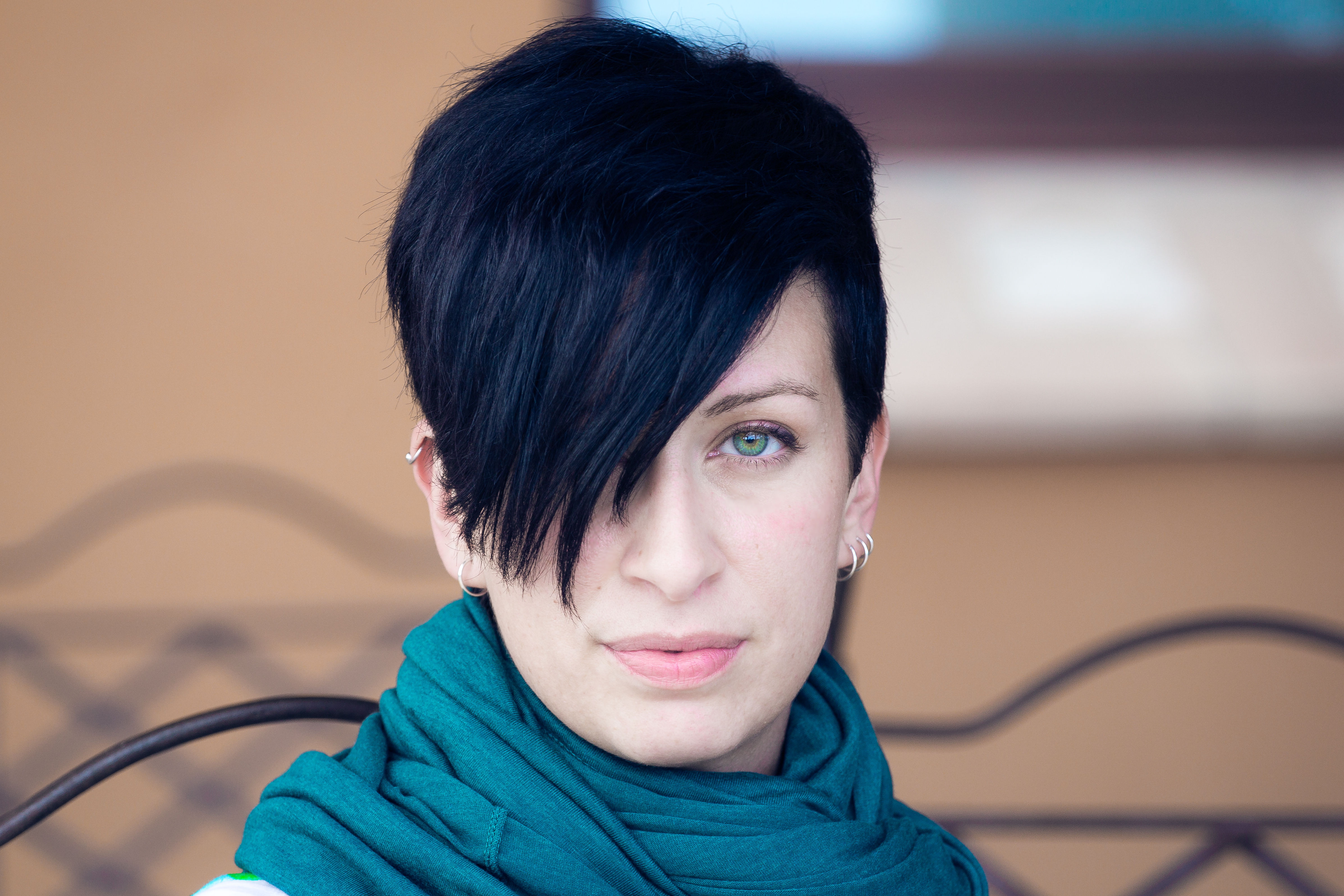
Uma mulher com um curto, cabelo preto verdadeiro e um lenço

O cabelo preto é tão raro tanto quanto o loiro ou ruivo, se estima que apenas 2% da população mundial realmente possua naturalmente o cabelo preto verdadeiro. Essa cor de cabelo contém uma muita quantidade densa de pigmentação eumelanina em comparação às outras cores de cabelos, tais como moreno, loiro e ruivo.
Termos usados para pessoas com cabelos pretos são negrito (equivalente à noirette, "mulher de cabelo preto" em francês) ou núbio.

## Distribuição
Cabelo preto ou cabelo preto puro é a cor de cabelo mais escura. Possui grandes quantidades de eumelanina e é mais densa que outras cores de cabelo e é a cor de cabelo comumente vista na Ásia e na África devido ao fato que as pessoas nessas regiões tendem a ter níveis mais baixos de tirosinase em seus corpos. A secreção negra de eumelanina faz com que o cabelo fique preto, o que indica que o MC1R está no estado ativo. Cabelo preto puro, o tom mais escuro não terá um tom quente e neutro, mas um brilho que pode parecer quase azul, como a iridescência da asa de um corvo; portanto, às vezes referido como corvo negro. O cabelo preto puro parece ter uma cor prateada reflexiva em tons brilhantes

## Cultura
Na cultura popular ocidental, um estereótipo comum é que núbios são introvertidos, misteriosos, sofisticados, confiantes e independentes. Rosa Caveira (Entidade brasileira da umbanda) é frequentemente retratada com cabelo preto, as rosas representam a beleza e a fragilidade da vida terrena, enquanto a caveira e o cabelo preto simbolizam a morte e a transformação. Esta mescla de elementos pode ser vista como uma representação da transição entre a vida e a morte

## Galeria

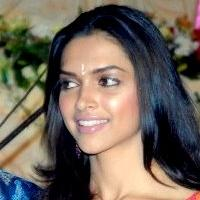